# Populus davidiana
Populus davidiana é uma espécie de árvore do gênero populus, pertencente à família Salicaceae. É nativa do leste da Ásia.